# Zhuangzi teste sa femme
Pour plus de détails, voir Fiche technique et Distribution.
Zhuangzi teste sa femme (莊子試妻, Zhuangzi shi qi), aussi connu sous le titre anglais Zhuangzi Tests His Wife, est un film dramatique muet hongkongais de 1913 réalisé par Lai Pak-hoi (en). Il est basé sur la pièce zidishu Le rêve du papillon de  Chunshuzhai.
C'est le deuxième film de l'histoire du cinéma hongkongais, après Le Vol d'un canard rôti (en) en 1909, et le seul réalisé par le studio sino-américain Huamei, co-fondé par Benjamin Brosky qui avait vendu le studio Asia Film Company (en) à Shanghai l'année précédente. Le film n'a cependant jamais été projeté à Hong Kong car Brosky l'a emporté immédiatement avec lui aux États-Unis, ce qui fait de lui le premier film chinois exporté, où il est montré à la diaspora chinoise de Los Angeles et San Francisco.

## Synopsis
Le philosophe Zhuangzi rencontre une femme éventant la tombe de son mari récemment décédé parce qu'elle souhaite se marier à nouveau. De retour chez lui, Zhuangzi décide de mettre sa femme à l'épreuve en simulant sa propre mort. Elle tombe de chagrin et se met en deuil. Alors que de fausses funérailles se déroulent, un beau jeune homme vient faire appel à Zhuangzi. Plus tard, on parle de mariage entre la femme de Zhuangzi et l'homme en question. Cependant, il tombe malade et son serviteur déclare que le seul moyen de le guérir est qu'il consomme un cerveau humain.

## Fiche technique
- Titre original : 莊子試妻
- Titre français : Zhuangzi teste sa femme
- Réalisation : Lai Pak-hoi (en)
- Scénario : Lai Man-wai
- Production : Lai Pak-hoi (en)
- Société de distribution : Huamei
- Pays d'origine :  Hong Kong
- Langue originale : film muet
- Format : noir et blanc
- Genre : film dramatique
- Dates de sortie :
  -  Hong Kong : 1913

## Distribution
Lai Man-wai joue la femme de Zhuangzi, tandis que sa femme, Yan Shanshan, joue une servante, ce qui fait d'elle la toute première actrice chinoise.
- Zhuangzi : Zhuangzi
- Lai Man-wai : la femme de Zhuangzi
- Yan Shanshan : une servante

## Contexte

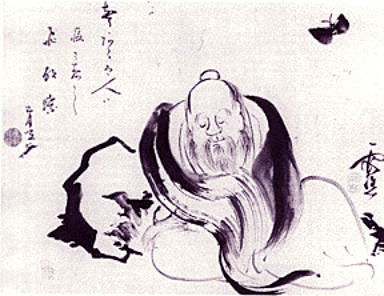
Zhuangzi

Zhuangzi est l'une des deux figures importantes du taoïsme chinois, enseignant que tout change et que la perception de la vérité dépend du contexte dans lequel elle existe. Tout au long de l'histoire, ses enseignements sont particulièrement appréciés par les intellectuels et les artistes chinois, dont beaucoup s'inspirent de sa philosophie.

## Dans d'autres médias
Zhuangzi teste sa femme est joué à l'Opéra de Pékin et sur d'autres scènes locales. 
La plupart des versions lyriques de l'histoire se terminent avec la scène où Zhuangzi enterre sa femme après qu'elle s'est suicidée pour déloyauté envers son mari. Mais cette version aborde l'histoire sous un angle différent. Alors que Tian Shi se suicide toujours à la fin, Zhuangzi la transforme, elle et lui-même, en papillons puis, finalement, en poussière.